# Friedhof Bad Lauchstädt

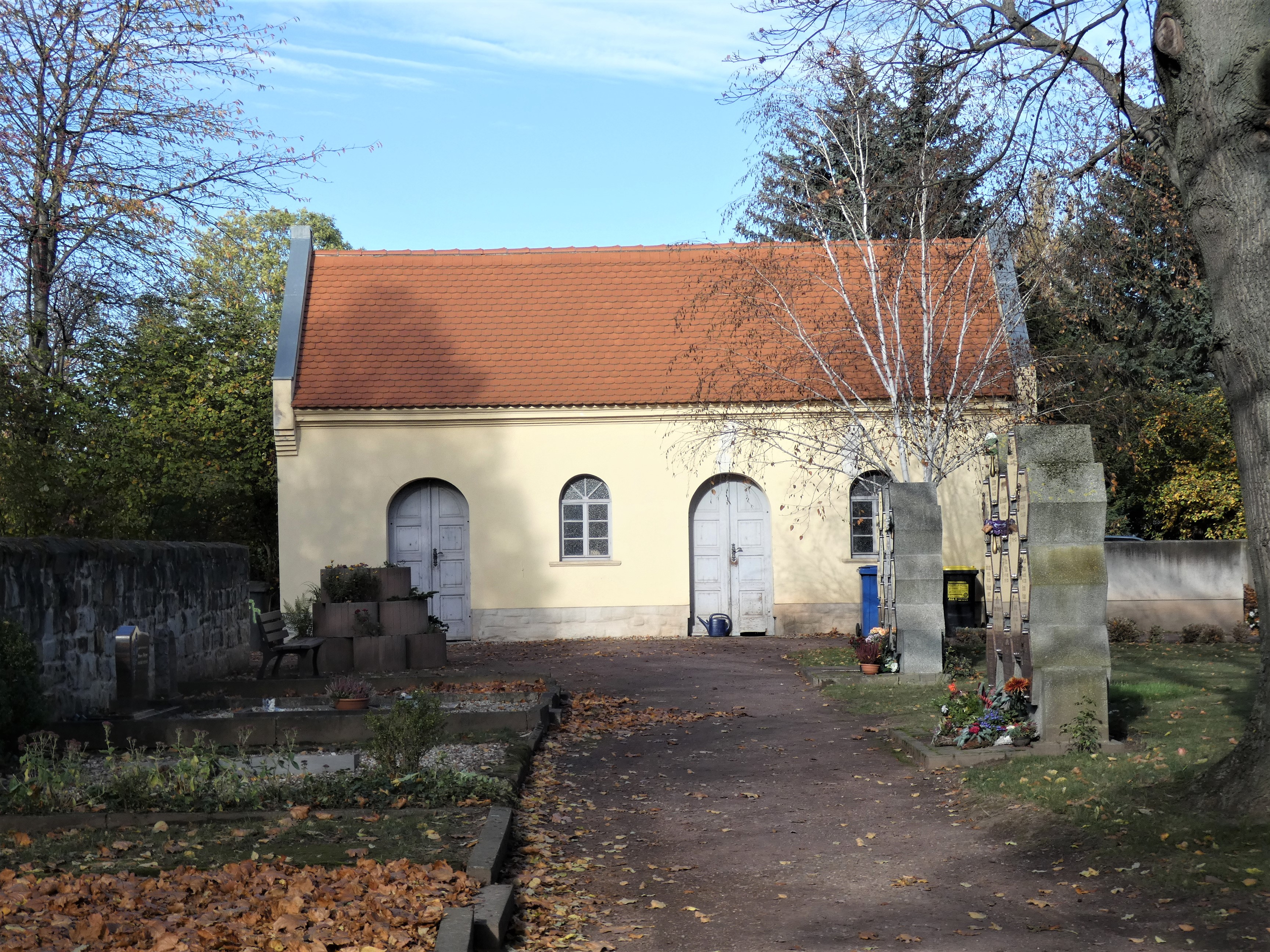
Alte Friedhofskapelle

Der Friedhof Bad Lauchstädt ist ein denkmalgeschützter Friedhof in der Stadt Bad Lauchstädt in Sachsen-Anhalt. Im örtlichen Denkmalverzeichnis ist er unter der Erfassungsnummer 094 20623 als Baudenkmal verzeichnet.

## Geschichte
Der ursprüngliche Friedhof in der Halleschen Straße wurde wahrscheinlich im 16. Jahrhundert von der Stadt Bad Lauchstädt vor den Toren der ummauerten Stadt errichtet. Der genaue Grund für die Auslagerung des Friedhofs ist nicht mehr bekannt. Als wahrscheinlichste Gründe gelten eine nicht mehr ausreichende Kapazität oder die zusätzliche Gefahr für die Stadtbewohner durch grassierende Epidemien wie die Pest. Eine Inschriftentafel mit einem Widmungsspruch befindet sich am rechten Eingangspfeiler  an der Ecke Hallesche Straße und Lindenstraße. Laut diesem wurde der Friedhof im Jahr 1601 erweitert. Nach einem Bericht von Friedrich Arnold aus dem Jahr 1881 wurde die Gottesackerkirche des Friedhofs im Jahr 1685 wegen Baufälligkeit abgerissen.

### Inschrift Eingangspfeiler
Denckt wie die Sach mit uns itz

steht, – was wir itz sind, werd ihr

werde – was ihr itz seit warn wir

auf Erden. – Aller Menschen

Hertz Sin und Mut, Steht allein

aufs zeitliche Gut. Und wenn

sie das thun erwerben, legen

sie sich dann und sterben.

Anno 1601 ist dieser Gottes

acker erweitert worden.

## Leichenhalle und Friedhofskapellen
Die 2001 sanierte neoromanische Leichenhalle , auch alte Friedhofskapelle, im Norden an der Friedhofsstraße entstand erst nach 1876. An gleicher Stelle befand sich zuvor eine kleine Friedhofskapelle und davor eine Kirche, wahrscheinlich eine Feldkirche. Diese Friedhofskapelle wurde 1685 aus Teilen der 1684 abgebrochenen Kirche und einem Gartenhaus aus dem Pfarrgarten am Merseburger Thore errichtet und im Jahr 1876 wegen Baufälligkeit abgerissen. Die Kirchenbänke entstanden ebenfalls aus Brettern der 1684 abgerissenen Kirche. Über die 1684 abgerissene Kirche ist nichts bekannt. Es wird vermutet, dass es sich dabei um eine Feldkirche handelte, bei der dann ein neuer Friedhof angelegt wurde. Ob die Schäden an der Kirche, die zum Abriss führten, aufgrund des Alters oder aufgrund von Schäden aus dem Dreißigjährigen Krieg stammen, ist auch nicht bekannt.
Im südlichen Teil des Friedhofs an der Lindenstraße befindet sich die neue Friedhofskapelle, ein großer Neubau mit Wandbild und Glockenturm .